# İMES (станція метро)
41°00′01″ пн. ш. 29°09′22″ сх. д. / 41.000230777195° пн. ш. 29.156165795683° сх. д.
İMES (тур. İMES) — проміжна метростанція на лінії М8 Стамбульського метро.  
Станція розташована під бульваром Неджип Фазила у мікрорайоні Есеншехір, Умраніє, Стамбул, Туреччина.
Станцію було відкрито 6 січня 2023

Конструкція: підземна станція типу горизонтальний ліфт (глибина закладення — 36 м) має 8 ескалаторів і 2 ліфти.
Пересадки
- Автобуси: 14A, 14AK, 14CE, 14S, 14T, 14TM, 14ÇK, 14ŞB, 19D, 19E, 19EK, 19ES, 19S, 19SB, 19V, 320
- Маршрутки: 
  - Бостанджи - Каїшдаги - Дудуллу,
  - Бостанджи - Тавукчу-Йолу - Дудуллу,

| Попередня станція    | Лінія | Лінія                           | Лінія | Наступна станція            |
| -------------------- | ----- | ------------------------------- | ----- | --------------------------- |
| Мевлана до Бостанджи |       | M8 (Стамбульський метрополітен) |       | MODOKO - KEYAP до Парселлер |